# Нясюккяйоки

Нясюккяйоки — река в России, протекает в Печенгском районе Мурманской области. Устье реки находится в 2,1 км по левому берегу реки Печенга. Длина реки составляет 23 км, площадь водосборного бассейна 123 км². 

## Данные водного реестра
По данным государственного водного реестра России относится к Баренцево-Беломорскому бассейновому округу, водохозяйственный участок реки — Печенга, речной подбассейн реки — подбассейн отсутствует. Речной бассейн реки — бассейны рек Кольского полуострова, впадает в Баренцево море.
По данным геоинформационной системы водохозяйственного районирования территории РФ, подготовленной Федеральным агентством водных ресурсов:
- Код водного объекта в государственном водном реестре — 02010000212101000000435
- Код по гидрологической изученности (ГИ) — 101000043
- Код бассейна — 02.01.00.002
- Номер тома по ГИ — 01
- Выпуск по ГИ — 0